# Melodifestivalen 2021
La sessantunesima edizione del Melodifestivalen si è svolto dal 6 febbraio al 13 marzo 2021 a Stoccolma e ha decretato il rappresentante della Svezia all'Eurovision Song Contest 2021.
Il vincitore è stato Tusse con Voices.

## Organizzazione

### Scelta della sede
A causa dell'impatto della pandemia di COVID-19 in Europa l'emittente SVT ha deciso di tenere l'evento per la prima volta nella sua storia, dopo diciannove edizioni, in un'unica sede e senza pubblico, in ossequio alle normative nazionali vigenti.
Gli organizzatori hanno quindi preso in esame due possibili sedi a Stoccolma: gli studi di NEP Group, dove normalmente viene registrato il talent Swedish Idol, e l'Annexet, uno studio televisivo collocato all'interno dell'Ericsson Globe, quest'ultimo già sede dell'Eurovision Song Contest 2016 e di diverse serate del Melodifestivalen.

### Presentatori
Il 5 gennaio 2021 sono stati annunciati i nomi dei presentatori: Christer Björkman, rappresentante della Svezia all'Eurovision Song Contest 1992 e produttore esecutivo del festival dal 2002, ha condotto l'evento come presentatore principale per celebrare il suo ultimo anno come capo delegazione della Svezia all'Eurovision Song Contest; nel corso delle serate è stato accompagnato alla conduzione da Lena Philipsson nella prima semifinale, Oscar Zia ed Anid Don Demina nella seconda semifinale, Jason Diakité nella terza semifinale, Per Andersson e Pernilla Wahlgren nella quarta semifinale, Shirley Clamp nel ripescaggio ed infine, Måns Zelmerlöw e Shima Niavarani nella serata finale.

## Partecipanti
SVT ha selezionato i 28 partecipanti fra le 2 747 proposte ricevute. I partecipanti sono stati annunciati tra il 1º ed il 3 dicembre 2020.
| Artista                | Titolo                     | Lingua            | Compositori                                                                              |
| ---------------------- | -------------------------- | ----------------- | ---------------------------------------------------------------------------------------- |
| Alvaro Estrella        | Bailá bailá                | Inglese, spagnolo | Anderz Wrethov, Linnea Deb, Jimmy "Joker" Thörnfeldt                                     |
| Anton Ewald            | New Religion               | Inglese           | Jonas Wallin, Joe Killington, Anton Ewald, Maja Strömstedt                               |
| Arvingarna             | Tänker inte alls gå hem    | Svedese           | Stefan Brunzell, Nanne Grönvall, Thomas G:son, Bobby Ljunggren                           |
| Charlotte Perrelli     | Still Young                | Inglese           | Thomas G:son, Bobby Ljunggren, Erik Bernholm, Charlie Gustavsson                         |
| Clara Klingenström     | Behöver inte dig idag      | Svedese           | Clara Klingenström, Bobby Ljunggren, David Lindgren Zacharias                            |
| Danny Saucedo          | Dandi dansa                | Svedese           | Danny Saucedo, Karl-Johan Råsmar                                                         |
| Dotter                 | Little Tot                 | Inglese           | Johanna Jansson, Dino Medanhodzic                                                        |
| Efraim Leo             | Best of Me                 | Inglese           | Efraim Leo, Cornelia Jakobsdotter, Amanda Björkegren, Herman Gardarfve                   |
| Elisa                  | Den du är                  | Svedese           | Bobby Ljunggren, Ingela "Pling" Forsman, Elisa Lindström                                 |
| Emil Assergård         | Om allting skiter sig      | Svedese           | Emil Assergård, Jimmy Jansson, Jimmy "Joker" Thörnfeldt, Anderz Wrethov, Johanna Wrethov |
| Eric Saade             | Every Minute               | Inglese           | Eric Saade, Linnea Deb, Joy Deb, Jimmy "Joker" Thörnfeldt                                |
| Eva Rydberg & Ewa Roos | Rena rama ding dong        | Svedese           | Göran Sparrdahl, Kalle Rydberg, Ari Lehtonen                                             |
| Frida Green            | The Silence                | Inglese           | Anna Bergendahl, Bobby Ljunggren, David Lindgren Zacharias, Joy Deb                      |
| Jessica Andersson      | Horizon                    | Inglese           | David Kreuger, Fredrik Kempe, Marcus Lidén, Christian Holmström                          |
| Julia Afrida           | Rich                       | Inglese           | Julia Alfrida, Jimmy Jansson, Melanie Wehbe                                              |
| Kadiatou               | One Touch                  | Inglese           | Joy Deb, Linnea Deb, Jimmy "Joker" Thörnfeldt, Anderz Wrethov                            |
| Klara Hammarström      | Beat of Broken Hearts      | Inglese           | David Kreuger, Fredrik Kempe, Niklas Carson Mattson, Andreas Wijk                        |
| Lillasyster            | Pretender                  | Inglese           | Isak Hallén, Jakob Redtzer, Martin Westerstrand, Ian Paolo Lira, Palle Hammarlund        |
| Lovad                  | Allting är precis likadant | Svedese           | Mattias Andréasson, Alexander Nivek, Lova Drevstam, Albin Johnsén                        |
| Mustasch               | Contagious                 | Inglese           | Ralf Gyllenhammar, David Johannesson                                                     |
| Nathalie Brydolf       | Fingerprints               | Inglese           | Andreas Stone Johansson, Etta Zelmani, Laurell Barker, Anna-Klara Folin                  |
| Patrik Jean            | Tears Run Dry              | Inglese           | Herman Gardarfve, Patrik Jean, Melanie Wehbe                                             |
| Paul Rey               | The Missing Piece          | Inglese           | Fredrik Sonefors, Laurell Barker, Paul Rey                                               |
| Sannex                 | All Inclusive              | Svedese           | Greta Svensson, Hans Thorstensson                                                        |
| Tess Merkel            | Good Life                  | Inglese           | Tony Malm, Tess Merkel, Palle Hammarlund, Mats Tärnfors                                  |
| The Mamas              | In the Middle              | Inglese           | Emily Falvey, Robin Stjernberg, Jimmy Jansson                                            |
| Tusse                  | Voices                     | Inglese           | Joy Deb, Linnea Deb, Jimmy "Joker" Thörnfeldt, Anderz Wrethov                            |
| Wahl feat. Sami        | 90-talet                   | Svedese           | Sami Rekik, Christopher Wahlberg, Josefin Glenmark, Jesper Welander, Andreas Larsson     |

## Semifinali

### Prima semifinale
La prima semifinale si è svolta il 6 febbraio 2021, e ha visto competere i primi 7 artisti.
I primi due classificati, che passano automaticamente alla finale, sono gli Arvingarna e Danny Saucedo, mentre sono andati al ripescaggio i Lillasyster e Paul Rey.
| # | Artista           | Titolo                  | Voti      | Punti | Posizione |
| - | ----------------- | ----------------------- | --------- | ----- | --------- |
| 1 | Kadiatou          | One Touch               | 967 331   | 29    | 6         |
| 2 | Lillasyster       | Pretender               | 1 159 154 | 48    | 4         |
| 3 | Jessica Andersson | Horizon                 | 1 065 794 | 38    | 5         |
| 4 | Paul Rey          | The Missing Piece       | 1 239 146 | 68    | 3         |
| 5 | Arvingarna        | Tänker inte alls gå hem | 1 190 449 | 72    | 2         |
| 6 | Nathalie Brydolf  | Fingerprints            | 825 414   | 11    | 7         |
| 7 | Danny Saucedo     | Dandi dansa             | 1 337 663 | 78    | 1         |

### Seconda semifinale
La seconda semifinale si è svolta il 13 febbraio 2021.
I primi due classificati, che passano automaticamente alla finale, sono Anton Ewald e Dotter, mentre sono andati al ripescaggio Frida Green e Eva Rydberg & Ewa Roos.
| # | Artista                | Titolo              | Voti      | Punti | Posizione |
| - | ---------------------- | ------------------- | --------- | ----- | --------- |
| 1 | Anton Ewald            | New Religion        | 1 218 321 | 68    | 2         |
| 2 | Julia Afrida           | Rich                | 751 337   | 11    | 7         |
| 3 | Wahl feat. Sami        | 90-talet            | 961 160   | 30    | 6         |
| 4 | Frida Green            | The Silence         | 1 028 299 | 47    | 4         |
| 5 | Eva Rydberg & Ewa Roos | Rena rama ding dong | 997 947   | 52    | 3         |
| 6 | Patrik Jean            | Tears Run Dry       | 1 049 434 | 44    | 5         |
| 7 | Dotter                 | Little Tot          | 1 464 962 | 92    | 1         |

### Terza semifinale
La terza semifinale si è svolta il 20 febbraio 2021.
I primi due classificati, che passano automaticamente alla finale, sono Charlotte Perrelli e Tusse, mentre sono andati al ripescaggio Alvaro Estrella e Klara Hammarström.
| # | Artista            | Titolo                | Voti      | Punti | Posizione |
| - | ------------------ | --------------------- | --------- | ----- | --------- |
| 1 | Charlotte Perrelli | Still Young           | 1 272 523 | 62    | 2         |
| 2 | Emil Assergård     | Om allting skiter sig | 987 458   | 34    | 5         |
| 3 | Klara Hammarström  | Beat of Broken Hearts | 1 252 895 | 58    | 4         |
| 4 | Mustasch           | Contagious            | 763 045   | 18    | 6         |
| 5 | Elisa              | Den du är             | 613 779   | 18    | 7         |
| 6 | Alvaro Estrella    | Bailá bailá           | 1 193 914 | 60    | 3         |
| 7 | Tusse              | Voices                | 1 919 353 | 94    | 1         |

### Quarta semifinale
La quarta semifinale si è svolta il 27 febbraio 2021.
I primi due classificati, che passano automaticamente alla finale, sono The Mamas ed Eric Saade, mentre sono andati al ripescaggio Efraim Leo e Clara Klingenström.
| # | Artista            | Titolo                     | Voti      | Punti | Posizione |
| - | ------------------ | -------------------------- | --------- | ----- | --------- |
| 1 | Tess Merkel        | Good Life                  | 868 050   | 40    | 5         |
| 2 | Lovad              | Allting är precis likadant | 783 763   | 21    | 6         |
| 3 | Efraim Leo         | Best of Me                 | 1 035 821 | 52    | 3         |
| 4 | The Mamas          | In the Middle              | 1 550 459 | 94    | 1         |
| 5 | Sannex             | All Inclusive              | 609 909   | 14    | 7         |
| 6 | Clara Klingenström | Behöver inte dig idag      | 930 002   | 51    | 4         |
| 7 | Eric Saade         | Every Minute               | 1 179 580 | 72    | 2         |

## Ripescaggio
Il ripescaggio si è svolto il 6 marzo 2021.
Rimane invariato il sistema dei ripescaggi, che ha mandato in finale quattro partecipanti, tramite quattro duelli.
| Duello | Ordine | Artista                | Titolo                | Voti      | Punti |
| ------ | ------ | ---------------------- | --------------------- | --------- | ----- |
| I      | 1      | Alvaro Estrella        | Bailá bailá           | 1 365 376 | 7     |
| I      | 2      | Lillasyster            | Pretender             | 1 163 807 | 1     |
| II     | 1      | Frida Green            | The Silence           | 925 473   | 1     |
| II     | 2      | Paul Rey               | The Missing Piece     | 1 207 581 | 7     |
| III    | 1      | Eva Rydberg & Ewa Roos | Rena rama ding dong   | 1 173 492 | 3     |
| III    | 2      | Clara Klingenström     | Behöver inte dig idag | 1 276 040 | 5     |
| IV     | 1      | Klara Hammarström      | Beat of Broken Hearts | 1 139 262 | 8     |
| IV     | 2      | Efraim Leo             | Best of Me            | 908 611   | 0     |

## Finale
La finale si è svolta il 13 marzo 2021 presso l'Annexet di Stoccolma.
| #  | Artista            | Titolo                  | Punteggio | Punteggio | Punteggio | Posizione |
| #  | Artista            | Titolo                  | Giurie    | Televoto  | Totale    | Posizione |
| -- | ------------------ | ----------------------- | --------- | --------- | --------- | --------- |
| 1  | Danny Saucedo      | Dandi dansa             | 39        | 35        | 74        | 7         |
| 2  | Klara Hammarström  | Beat of Broken Hearts   | 43        | 36        | 79        | 6         |
| 3  | Anton Ewald        | New Religion            | 9         | 16        | 25        | 11        |
| 4  | The Mamas          | In the Middle           | 50        | 56        | 106       | 3         |
| 5  | Paul Rey           | The Missing Piece       | 18        | 7         | 25        | 12        |
| 6  | Charlotte Perrelli | Still Young             | 32        | 28        | 60        | 8         |
| 7  | Tusse              | Voices                  | 79        | 96        | 175       | 1         |
| 8  | Alvaro Estrella    | Bailá bailá             | 7         | 19        | 26        | 10        |
| 9  | Clara Klingenström | Behöver inte dig idag   | 39        | 52        | 91        | 5         |
| 10 | Eric Saade         | Every Minute            | 69        | 49        | 118       | 2         |
| 11 | Dotter             | Little Tot              | 57        | 48        | 105       | 4         |
| 12 | Arvingarna         | Tänker inte alls gå hem | 22        | 22        | 44        | 9         |

| Brano                   | FRA | ALB | ISL | ISR | GBR | CHE | CYP | NLD | Totale |
| ----------------------- | --- | --- | --- | --- | --- | --- | --- | --- | ------ |
| Dandi dansa             | 3   | 3   | 7   | 3   | 6   | 6   | 6   | 5   | 39     |
| Beat of Broken Hearts   | 8   | 4   | 8   | 8   | 4   | 5   | 2   | 4   | 43     |
| New Religion            | 2   | 2   |     | 2   |     | 2   |     | 1   | 9      |
| In the Middle           | 6   | 6   | 6   | 4   | 12  | 8   | 1   | 7   | 50     |
| The Missing Piece       | 1   | 5   | 2   | 1   |     | 3   |     | 6   | 18     |
| Still Young             | 5   | 1   | 3   | 7   | 5   | 1   | 10  |     | 32     |
| Voices                  | 12  | 10  | 12  | 10  | 7   | 12  | 4   | 12  | 79     |
| Bailá bailá             |     |     | 1   |     | 1   |     | 5   |     | 7      |
| Behöver inte dig idag   | 10  | 7   | 10  | 5   | 2   |     | 3   | 2   | 39     |
| Every Minute            | 4   | 8   | 5   | 12  | 8   | 10  | 12  | 10  | 69     |
| Little Tot              | 7   | 12  | 4   | 6   | 10  | 7   | 8   | 3   | 57     |
| Tänker inte alls gå hem |     |     |     |     | 3   | 4   | 7   | 8   | 22     |